# Juno Award/International Entertainer of the Year
Der Juno Award/International Entertainer of the Year wurde von 1989 bis 1993 verliehen. Es handelte sich um eine Auszeichnung für internationale Künstler, die in Kanada besonders erfolgreich waren.

## Übersicht
| Jahr                                              | Sieger                                            | Nominierungen                                                        |
| International Entertainer of the Year (1989~1991) | International Entertainer of the Year (1989~1991) | International Entertainer of the Year (1989~1991)                    |
| ------------------------------------------------- | ------------------------------------------------- | -------------------------------------------------------------------- |
| 1989                                              | U2                                                | - Crowded House - INXS - Michael Jackson - George Michael            |
| 1990                                              | Melissa Etheridge                                 | - Crowded House - Steve Earle - Rod Stewart - Randy Travis           |
| 1991                                              | The Rolling Stones                                | - Aerosmith - Phil Collins - Madonna - Sinéad O’Connor               |
| Foreign Entertainer of the Year (1992~1992)       |                                                   |                                                                      |
| 1992                                              | Garth Brooks                                      | - Michael Bolton - Phil Collins - MC Hammer - Rod Stewart            |
| International Entertainer of the Year (1993~1993) |                                                   |                                                                      |
| 1993                                              | U2                                                | - Garth Brooks - Genesis - Red Hot Chili Peppers - Bruce Springsteen |